# Gladiolus decaryi
Gladiolus decaryi är en irisväxtart som beskrevs av Peter Goldblatt. Gladiolus decaryi ingår i släktet sabelliljor, och familjen irisväxter. Inga underarter finns listade i Catalogue of Life.